# Tawfik Bahri
Pour les articles homonymes, voir Bahri (homonymie).
Tawfik Bahri (arabe : توفيق البحري), né le 28 juillet 1952 et mort le 18 décembre 2021, est un acteur tunisien. Il est connu pour son rôle de Béji Matrix dans la série télévisée Choufli Hal.

## Filmographie

### Cinéma

#### Longs métrages
- 1992 : Les Zazous de la vague de Mohamed Ali Okbi
- 2006 :
  - La télé arrive de Moncef Dhouib
  - Making of de Nouri Bouzid
- 2010 :
  - Les Palmiers blessés d'Abdellatif Ben Ammar
  - Fin décembre (ar) de Moez Kamoun (ar)
- 2012 : Patience amère (Suçon) de Nasreddine Shili
- 2013 : Bastardo (en) de Nejib Belkadhi : Khalifa
- 2016 : Parfum de printemps de Férid Boughedir : Zizou
- 2019 : Porto Farina d'Ibrahim Letaïef : le brigadier
- 2021 : L'Albatros de Fredj Trabelsi

#### Courts métrages
- 2010 : Entre-temps d'Atef El Atifi
- 2015 : La Maison mauve de Selim Gribâa[2] : Hsan

### Télévision

#### Séries
- 1993 : Arboun d'Abdelhakim Alimi
- 1996 : El Khottab Al Bab de Slaheddine Essid, Moncef Beldi et Ali Louati (invité d'honneur de l'épisode 3 de la saison 1): Lotfi
- 1999 : Anbar Ellil de Habib Mselmani
- 2001 :
  - Ryhana de Hamadi Arafa et Ahmed Rajab
  - Dhafayer de Habib Mselmani et Madih Belaïd
  - Malla Ena d'Abdelkader Jerbi
- 2002 : Gamret Sidi Mahrous de Slaheddine Essid : Jalloul
- 2003 :
  - Chez Azaïez (épisode 20) de Slaheddine Essid : contrôleur
  - Ikhwa wa Zaman de Hamadi Arafa : Abdelmajid
- 2004 :
  - Loutil (épisode 11) de Slaheddine Essid : Jalel (huissier notaitre)
  - L'Instit (épisode 3 de la saison 9) de Gérard Klein : garagiste
  - Ejbekchi d'Ali Mansour
- 2005 : Halloula w Slouma d'Ibrahim Letaïef et Farès Naânaâ : le père de Slim alias Slouma
- 2005-2009 : Choufli Hal de Slaheddine Essid et d'Abdelkader Jerbi : Béji Matrix
- 2010 : Malla Zhar de Sami Bel Arbi : Ibrahim
- 2011 : Tawla w Kressi de Ridha Béhi, Abdelmajid Jallouli et Imed Ben Hmida
- 2012 :
  - Dar Louzir de Slaheddine Essid : Si Allala
  - Dipanini de Hatem Bel Hadj : invité d'honneur
- 2013 :
  - Yawmiyat Aloulou de Kamel Youssef, Tarek Ben Hjal et Béchir Mannai : Béhi
  - Caméra Café d'Ibrahim Letaïef : invité d'honneur
  - Awled Lebled de Selim Benhafsa et Yassine Chérif : pilote
- 2014 : Ikawi Saadek d'Émir Majouli et Oussama Abdelkader : Miloud alias Lemkas
- 2014-2015 : Naouret El Hawa de Madih Belaïd : Mongi
- 2015 :
  - Le Risque de Nasreddine Shili : invité d'honneur
  - Ambulance de Lassaad Oueslati : invité d'honneur
- 2016 : Warda w Kteb d'Ahmed Rjeb : Hamma
- 2018 :
  - Elli Lik Lik de Kaïs Chékir et Kaïs Néji
  - 7 sbaya de Khalfallah Kholsi : Taoufik
- 2019 :
  - Ali Chouerreb (saison 2) de Madih Belaïd et Rabii Tekali : Salah alias Saliha
  - Zanket El Bacha de Nejib Mnasria : Abdelmajid

#### Téléfilms
- 2002 : Divorce caprice (Talak Incha) de Moncef Dhouib : le conducteur de la voiture de Faïza
- 2006 : The Gospel of Judas de James Barrat : le concessionnaire égyptien
- 2007 : Puissant de Habib Mselmani
- 2009 : Choufli Hal d'Abdelkader Jerbi : Béji Matrix

### Vidéos
- 2012 : spot publicitaire pour la marque de glaces Selja
- 2013 : Matadhrabnich (Ne me frappe pas), campagne pour la réforme du système policier
- 2018 : spot publicitaire pour la marque Danette

## Théâtre
- 2003 :
  - Rebelote (Machki ou Aoued) d'Abdelaziz Meherzi
  - Mets-toi à ma place, texte de Nasr Gharbi et mise en scène de Tawfik Bahri
- 2007 : Eddounia Fourja, texte de Mohamed Jeriji et mise en scène d'Ikram Azzouz[3]
- 2012 : Carthage en folie (Al Jamâa) de Hédi Oueld Baballah, texte de Béchir Chaâbouni et Hédi Ben Amor
- 2014 :
  - Al Makam Al Sihri de Tawfik Bahri
  - Dar Ethakafa de Moncef Dhouib
  - El Hala Adia, adaptation de la pièce de théâtre Al-Najet de l’écrivain égyptien Naguib Mahfouz, mise en scène de Hassen Mouadhen[4]